# Dewberry (Alberta)
Pour les articles homonymes, voir Dewberry.
Dewberry est un village (village) du Comté de Vermilion River, situé dans la province canadienne d'Alberta.

## Démographie
En tant que localité désignée dans le recensement de 2011, Dewberry a une population de 201 habitants dans 87 de ses 106 logements, soit une variation de 2.6% avec la population de 2006. Avec une superficie de 0,842 9 km2, village possède une densité de population de 238,462 5 hab/km2 en 2011.
Concernant le recensement de 2006, Dewberry abritait 196 habitants dans 81 de ses 90 logements. Avec une superficie de 0,842 9 km2, village possédait une densité de population de 232,5 hab/km2 en 2006.
| 2001 | 2006 | 2011 | 2016 |
| ---- | ---- | ---- | ---- |
| 200  | 196  | 201  | 186  |